# Scopula immorata
The Lewes Wave (Scopula immorata) là một loài bướm đêm thuộc họ Geometridae. Nó được tìm thấy ở khắp châu Âu và Cận Đông.
Sải cánh dài 20–27 mm. Con trưởng thành bay làm hai đợt from the end of tháng 6 đến mid tháng 8 .
The larva feed on various low-growing plants like thyme và oregano.

## Hình ảnh

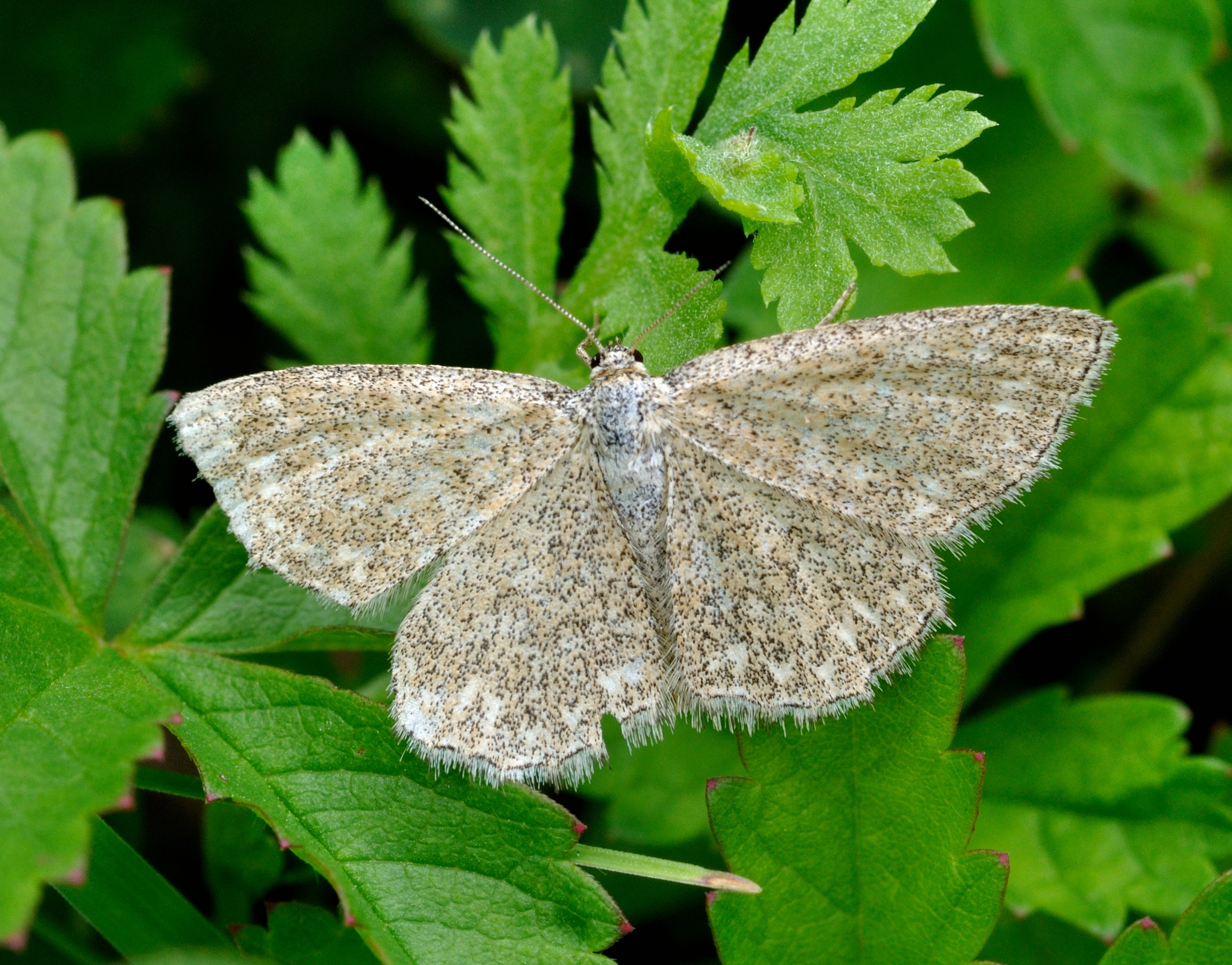
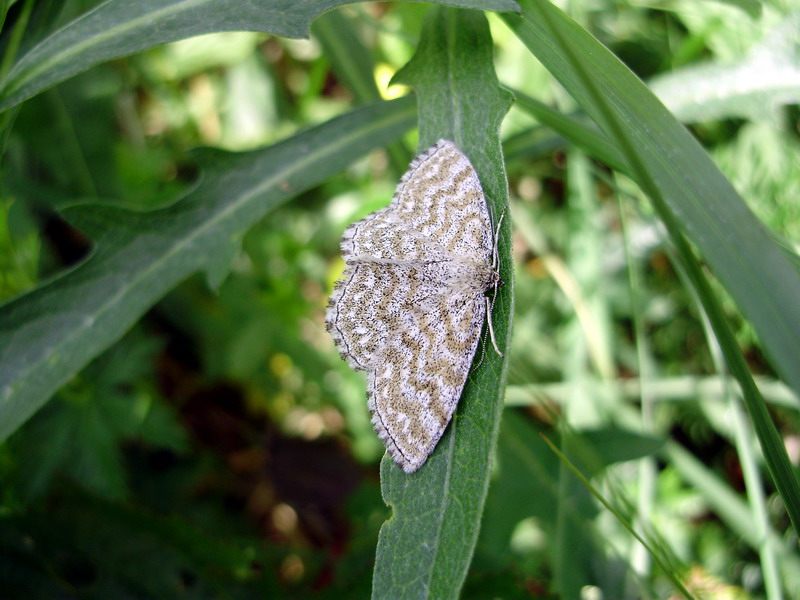
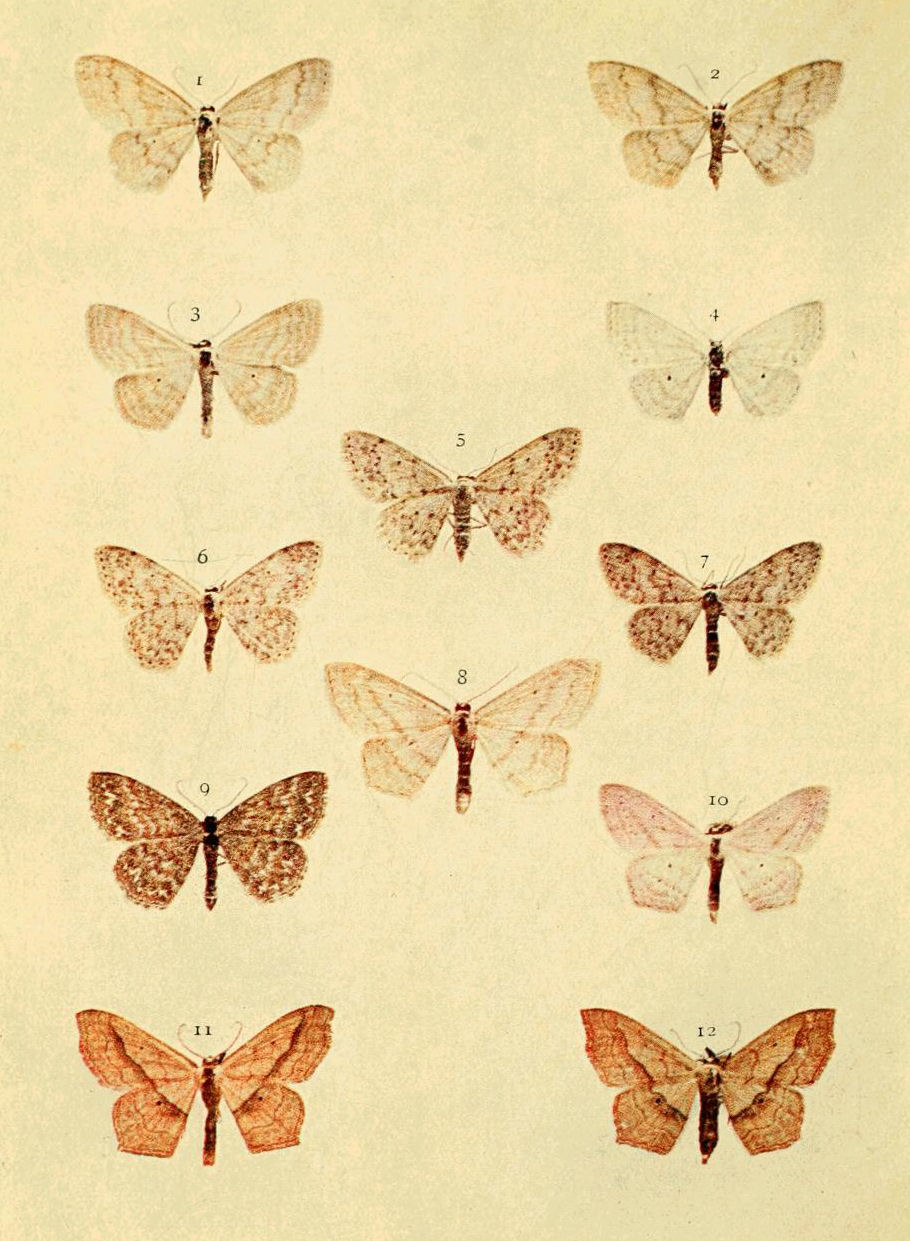
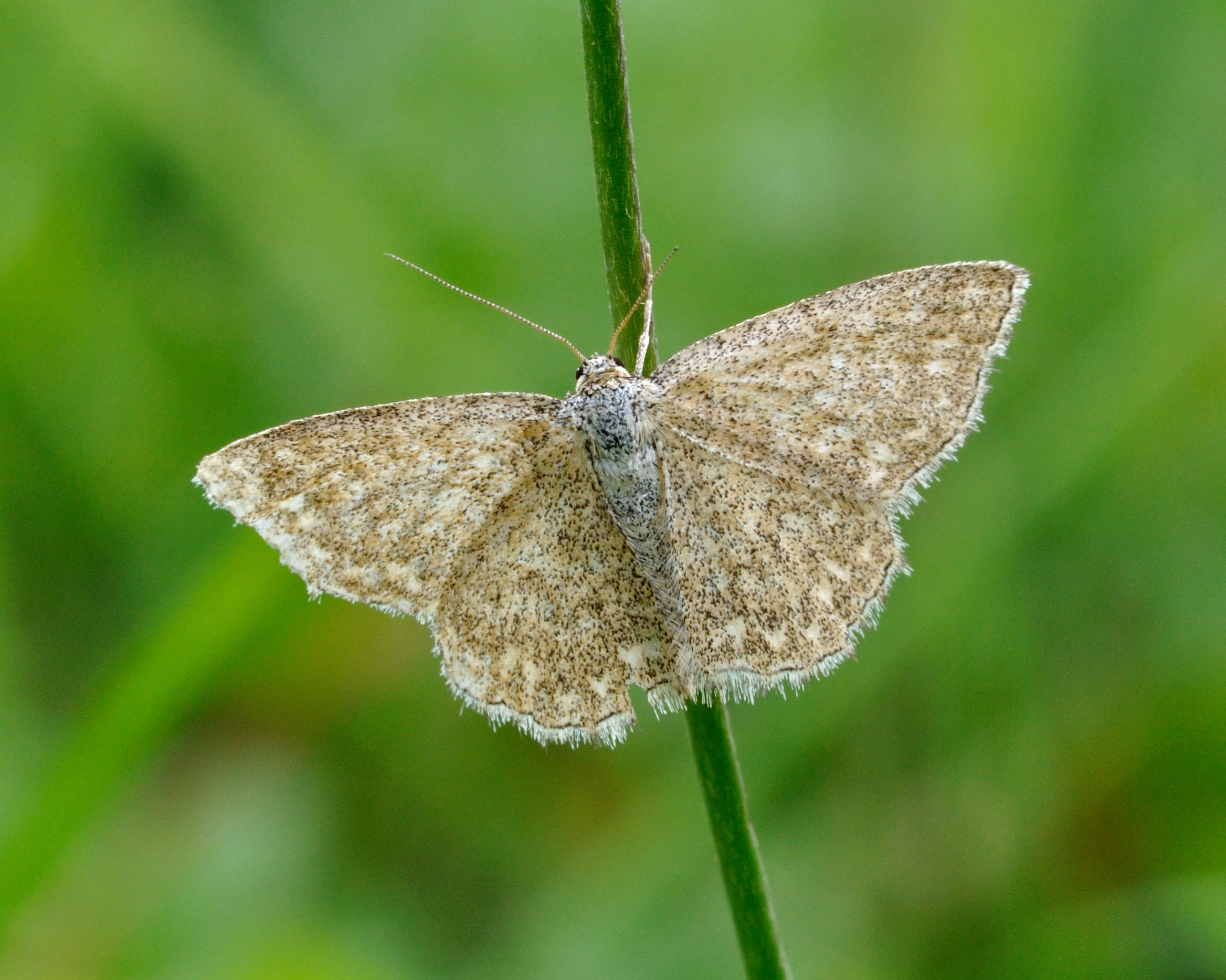